# Traves, Piemonte
Traves är en ort och kommun i storstadsregionen Turin, innan 2015 provinsen Turin, i regionen Piemonte, Italien. Kommunen hade 531 invånare (2017).